# Jozef Comba
Jozef Comba (* 28. října 1947) byl slovenský a československý politik Komunistické strany Slovenska a poslanec Sněmovny národů Federálního shromáždění za normalizace.

## Biografie
K roku 1986 se profesně uvádí jako horník. Pracoval jako horník v ŽB Rudňany.
Ve volbách roku 1986 zasedl za KSS do slovenské části Sněmovny národů (volební obvod č. 145 - Spišská Nová Ves, Východoslovenský kraj). Ve Federálním shromáždění setrval do konce funkčního období, tedy do svobodných voleb roku 1990. Netýkal se ho proces kooptací do Federálního shromáždění po sametové revoluci.
V komunálních volbách na Slovensku roku 2010 se jako kandidát za stranu SMER - sociálna demokracia v obci Rudňany uvádí Jozef Comba (63 let, důchodce).